# 苏文茂
苏文茂（1929年2月24日—2015年5月3日），男，满族，北京人，中国相声表演艺术家。

## 生平
曾拜常宝堃为师，开始了相声生涯。出师后，苏文茂常在京津等地演出。1949年后，参加天津市曲艺团，先后与朱相臣、马志存等人合作。
北京时间2015年5月3日12时33分，苏文茂逝世于天津。

## 作品
演出的代表作品有：《文章会》、《批三国》、《论捧逗》、《汾河湾》等传统节目，其创作的《大办喜事》、《美名远扬》、《得寸进尺》、《废品翻身记》等段子，思想性和艺术性兼备。

## 艺术风格
苏文茂以其苏派相声独树一帜，以“文哏”见长，但文而不温，他是相声界“文哏”艺术杰出的代表人物，将相声“文哏”艺术推上了前所未有的高度，被人誉为“文哏”大师。

## 师承关系
| 从师   | 辈分 | 收徒                                                                             |
| 常宝堃 | 文   | 赵伟洲、武福星、吉马、郭新、刘俊杰、苏士杰、黄蕴成、崔金泉、宋德全、赵宇、苏连才 |